# Воробьёв, Алексей Николаевич
Алексей Николаевич Воробьёв — гвардии рядовой Вооружённых Сил Российской Федерации, участник антитеррористических операций в период Второй чеченской войны, погиб при исполнении служебных обязанностей во время боя 6-й роты 104-го гвардейского воздушно-десантного полка у высоты 776 в Шатойском районе Чечни.

## Биография
Алексей Николаевич Воробьёв родился 8 ноября 1980 года в деревне Демя Новосокольнического района Псковской области. Окончил среднюю школу. 17 ноября 1998 года Воробьёв был призван на службу в Вооружённые Силы Российской Федерации Новосокольническим районным военным комиссариатом Псковской области. После прохождения военного обучения был направлен для дальнейшего прохождения службы в 6-ю роту 104-го гвардейского воздушно-десантного полка на должность старшего стрелка.
С началом Второй чеченской войны в составе своего подразделения гвардии рядовой Алексей Воробьёв был направлен в Чеченскую Республику. Принимал активное участие в боевых операциях. С конца февраля 2000 года его рота дислоцировалась в районе населённого пункта Улус-Керт Шатойского района Чечни, на высоте под кодовым обозначение 776, расположенной около Аргунского ущелья. 29 февраля — 1 марта 2000 года десантники приняли здесь бой против многократно превосходящих сил сепаратистов — против всего 90 военнослужащих федеральных войск, по разным оценкам, действовало от 700 до 2500 боевиков, прорывавшихся из окружения после битвы за райцентр — город Шатой. Вместе со всеми своими товарищами он отражал ожесточённые атаки боевиков Хаттаба и Шамиля Басаева, не дав им прорвать занимаемые ротой рубежи. В том бою гвардии рядовой Алексей Воробьёв был убит. Погибли также ещё 83 его сослуживца.
Похоронен на кладбище деревни Житово Новосокольнического района Псковской области.
Указом Президента Российской Федерации гвардии рядовой Алексей Николаевич Воробьёв посмертно был удостоен ордена Мужества.

## Память
- Бюст Воробьёва установлен в городе Новосокольники Псковской области[3][4][5].
- В память о Воробьёве установлена мемориальная доска.